# أندرو ليس (ممثل)
أندرو ليس (بالإنجليزية: Andrew Lees)‏ هو ممثل أسترالي، ولد في 10 يونيو 1985 في ملبورن في أستراليا.

## أعمال

### أفلام
- (2018) النت المظلم

## وصلات خارجية
- أندرو ليس على موقع IMDb (الإنجليزية)
- أندرو ليس على موقع ألو سيني (الفرنسية)
- أندرو ليس على موقع قاعدة بيانات الفيلم (الإنجليزية)
- أندرو ليس على موقع كينوبويسك (الروسية)